# Bellenberg
Bellenberg er en kommune i Regierungsbezirk Schwaben i den tyske delstat Bayern.

## Geografi
Bellenberg ligger ca. 1.kilometer øst for grænsefloden til Badem-Württemberg, Iller, mellem byerne Illertissen mod syd, og Vöhringen mod nord, og og 15 kilometer syd for Ulm/Neu-Ulm-området. Bellenberg ligger ved motorvej A 7 og jernbanen Ulm – Memmingen.

## Historie
Byen nævnes første gang i 1302 , men udgravninger har vist bebyggelser tilbage til bronzealderen.
Borgen på slotsbjerget var centrum for herskabet Bellenberg. Den blev ødelagt under en lokal krig i slutningen af det 14. århundrede .